# Moos (Niederbayern)

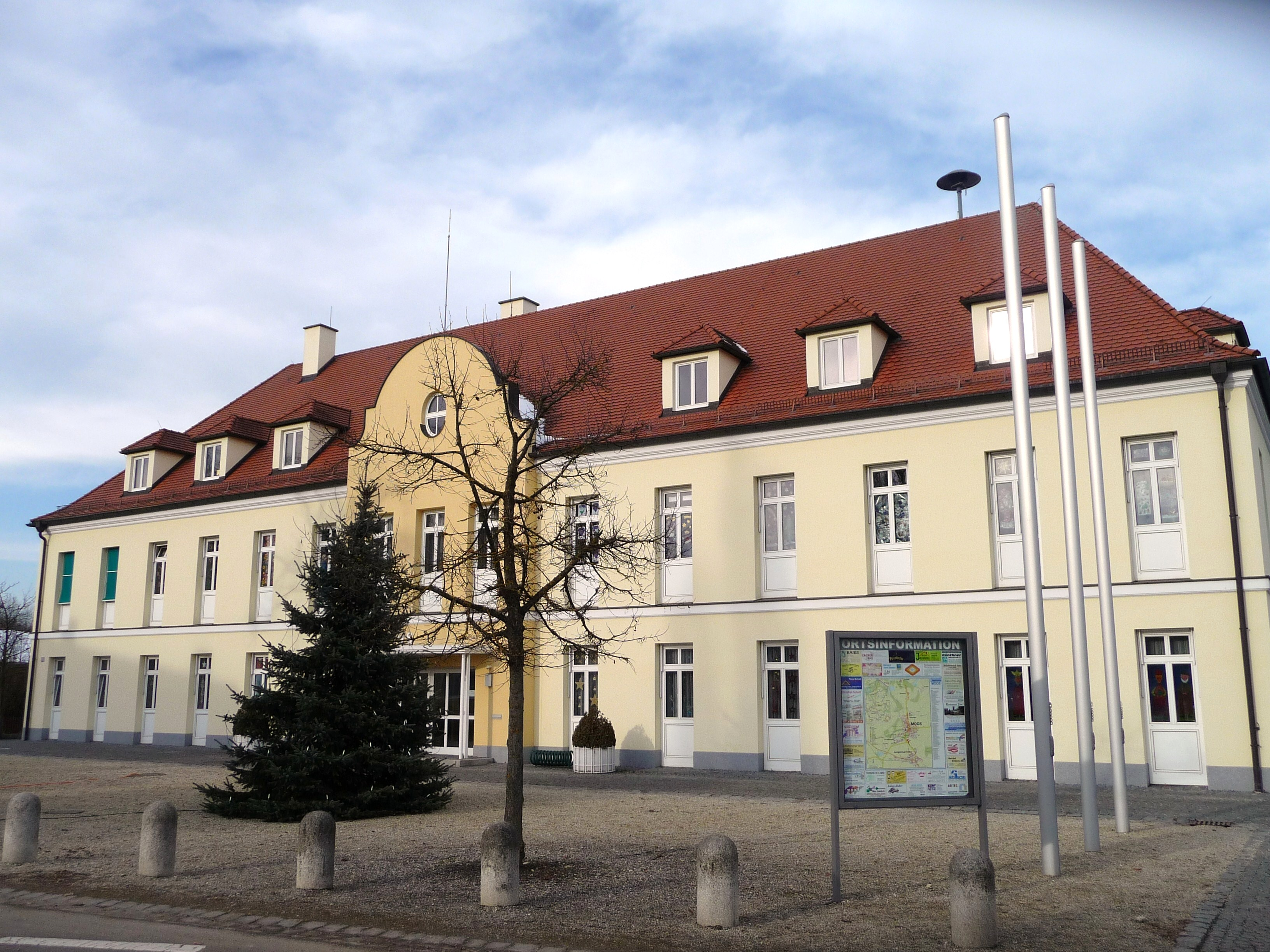
Das Rathaus von Moos

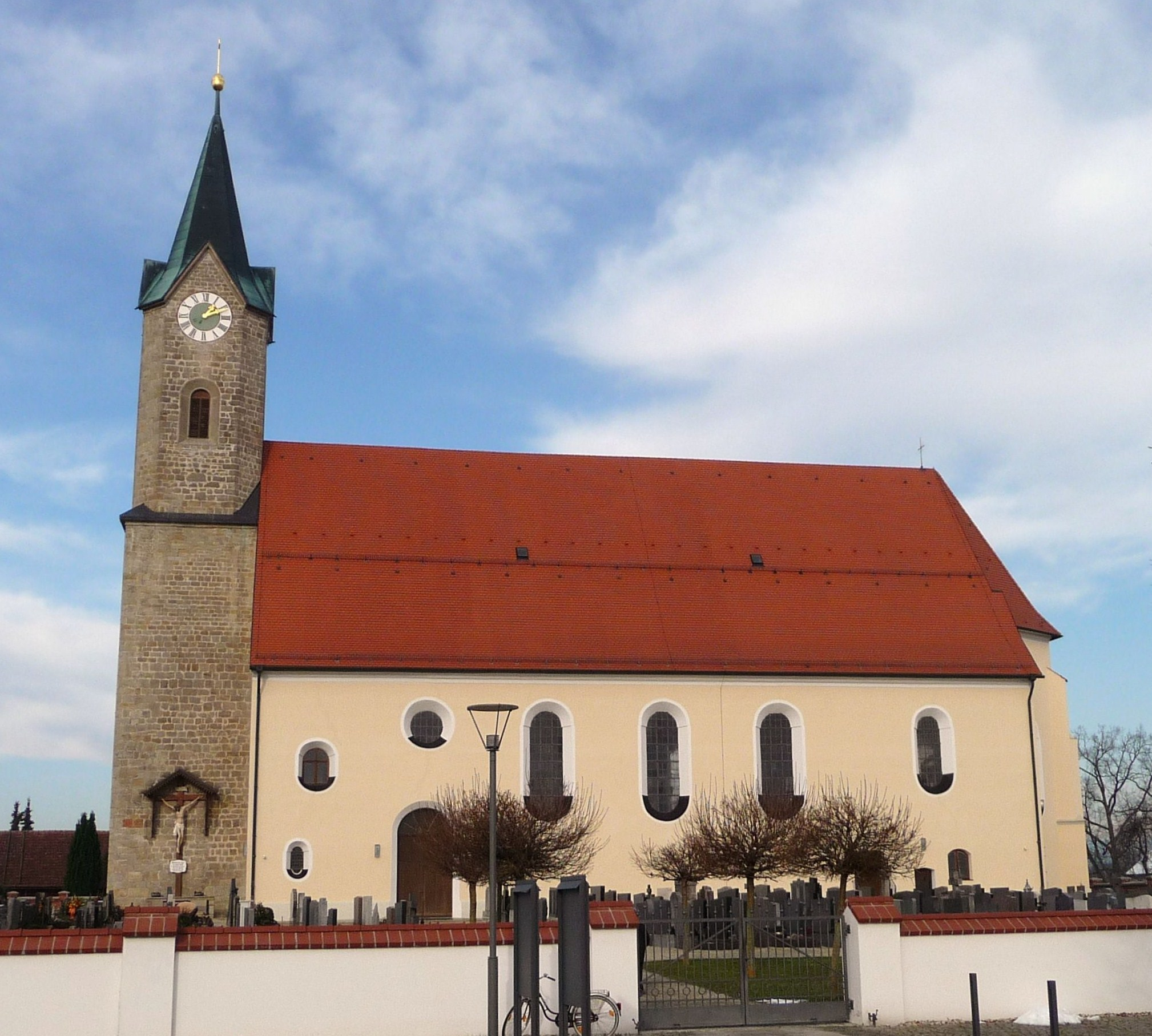
Die Pfarrkirche St. Simon und Judas Thaddäus befindet sich im Ortsteil Kurzenisarhofen

Moos ist eine Gemeinde im niederbayerischen Landkreis Deggendorf.

## Geografie
Die Gemeinde liegt in der Region Donau-Wald an der Mündung der Isar in die Donau.

### Gemeindegliederung
Es gibt 15 Gemeindeteile (in Klammern ist der Siedlungstyp angegeben):
- Blindmühl (Einöde)
- Burgstall (Weiler)
- Forstern (Dorf)
- Gilsenöd (Dorf)
- Grieshaus (Einöde)
- Isarmünd (Weiler)
- Kugelstatt (Einöde)
- Kurzenisarhofen (Pfarrdorf)
- Langenisarhofen (Dorf)
- Maxmühle (Einöde)
- Moos (Pfarrdorf)
- Niederleiten (Dorf)
- Obermoos (Dorf)
- Sammern (Dorf)
- Schmiedhof (Einöde)

Es gibt die Gemarkungen Langenisarhofen und Moos.

## Geschichte

### Bis zur Gemeindegründung
Das Gut Moos war mindestens seit dem 13. Jahrhundert ein Lehen des Klosters Niederaltaich. Moos war landesherrlich jedoch seit jeher Teil Bayerns. Der Lehensmann Dietrich von Aichperg baute um 1350 die 1270 zerstörte Veste Moos wieder auf. Erst um 1500 erloschen die klösterlichen Rechte über die Hofmark Moos. Von 1568 an hatten die Grafen von Preysing die geschlossene Hofmark bzw. das Patrimonialgericht mit Grundherrschaft und niederer Gerichtsbarkeit in Moos inne. 1848 wurden die letzten Adelsvorrechte beseitigt, die 1818 durch das Gemeindeedikt gebildete Patrimonialgemeinde Moos wurde eine gewöhnliche Landgemeinde. Das Schlossgut Moos blieb aber bis 1940 im Besitz der Preysing.

### Eingemeindungen
Im Zuge der Gebietsreform in Bayern wurde am 1. Mai 1978 die Gemeinde Langenisarhofen mit ihren Gemeindeteilen Gilsenöd und Blindmühl in die Gemeinde Moos eingegliedert. Dieses Gebiet entspricht der heutigen Gemarkung Langenisarhofen.

### Einwohnerentwicklung
Im Zeitraum 1988 bis 2018 wuchs die Gemeinde von 1864 auf 2364 um 500 Einwohner bzw. um 26,8 %.
- 1961: 1913 Einwohner
- 1970: 2036 Einwohner
- 1987: 1851 Einwohner
- 1991: 1919 Einwohner
- 1995: 1996 Einwohner
- 2000: 2130 Einwohner
- 2005: 2170 Einwohner
- 2010: 2155 Einwohner
- 2015: 2221 Einwohner

## Politik

### Bürgermeister
Erster Bürgermeister ist seit Mai 2020 Alexander Zacher (Freie Wähler). Bei den Kommunalwahlen am 15. März 2020 wurde er im ersten Wahlgang mit 52,88 Prozent gewählt.
Bis April 2020 amtierte Hans Jäger (Freie Wähler). Dieser wurde im Jahr 2002 Nachfolger von Franz Xaver Rüpl (CSU/ÜWM). Seine Wiederwahl 2014 erfolgte mit 63,03 % der abgegebenen Stimmen.

### Gemeinderat
Die Kommunalwahlen von 2020 und frühere ergaben folgende Sitzverteilungen:
|      | FWG | CSU | Junge Liste | SPD | Gesamt |
| 2020 | 6   | 5   | 2           | 1   | 14     |
| 2014 | 6   | 5   | 2           | 1   | 14     |
| 2008 | 7   | 5   | 1           | 1   | 14     |

### Verwaltung
Der Ort ist Sitz der Verwaltungsgemeinschaft Moos, deren Mitglied die Gemeinde ist.

### Wappen
| Wappen der Gemeinde Moos | Blasonierung: „Über grünem Dreiberg in Rot eine silberne Zinnenmauer, dahinter aufwachsend drei silberne Pappeln“ |
| Wappen der Gemeinde Moos | Das Wappen wird seit 1952 geführt.                                                                                |

## Kultur und Sehenswürdigkeiten
Seit Sommer 2001 besteht in Maxmühle das Infohaus Isarmündung, das über den Lebensraum der Auwälder informiert. Neben den ständigen Ausstellungen im Inneren des Gebäudes wurden die charakteristischen Merkmale des angrenzenden Naturschutzgebietes Isarmündung im Außengelände des Infohauses modelliert und für Besucher zugänglich gemacht.
In Kurzenisarhofen befindet sich die katholische Pfarrkirche St. Simon und Judas Thaddäus. Sie wurde 1624 bis 1628 erbaut, der Turm 1646 bis 1649. Die Ausstattung ist weitgehend im Stil der Renaissance.
In Moos liegt das nicht öffentlich zugängliche Wasserschloss Moos.

## Wirtschaft und Infrastruktur

### Wirtschaft einschließlich Land- und Forstwirtschaft
Ein wichtiger Arbeitgeber ist Arcobräu, eine Brauerei im Besitz der Familie Arco-Zinneberg. Die Brauerei gehört mit einem Ausstoß von etwa 140.000 Hektolitern Bier im Jahr zu den größeren Brauereien in Niederbayern.
2017 gab es in der Gemeinde 534 sozialversicherungspflichtige Arbeitsplätze. Von der Wohnbevölkerung standen 1024 Personen in einem versicherungspflichtigen Beschäftigungsverhältnis. Damit war die Zahl der Auspendler um 490 Personen größer als die der Einpendler. 21 Einwohner waren arbeitslos. 2016 gab es 50 landwirtschaftliche Betriebe.

### Bildung
Es existieren folgende Einrichtungen (Stand 2018):
- Kindertageseinrichtung mit 82 genehmigten Plätzen und 75 Kindern
- Die Grundschule Moos mit 81 Schülern, fünf hauptamtlichen Lehrkräften[11] und vier Klassen.

## Persönlichkeiten
- Andreas Nesselthaler (1748–1821), der letzte Salzburger Hofmaler, wurde in Langenisarhofen geboren.[12]
- Kaspar von Preysing (1844–1897),  Fideikommissbesitzer und Mitglied des Deutschen Reichstags